# Mami Jamagučiová
Mami Jamagučiová (japonsky 山口 麻美, * 13. srpna 1986 Nišitókjó) je bývalá japonská fotbalistka.

## Reprezentační kariéra
Za japonskou reprezentaci v letech 2007 až 2011 odehrála 18 reprezentačních utkání. Byla členkou japonské reprezentace i na Mistrovství Asie ve fotbale žen 2010.

## Statistiky
| Japonsko | Japonsko | Japonsko |
| Roky     | Záp.     | Góly     |
| -------- | -------- | -------- |
| 2007     | 1        | 0        |
| 2008     | 0        | 0        |
| 2009     | 1        | 1        |
| 2010     | 14       | 5        |
| 2011     | 2        | 2        |
| Celkem   | 18       | 8        |

## Úspěchy

### Reprezentační
- Mistrovství Asie:  2010